# Гринберг, Христина Григорьевна
Христина Григорьевна Гринберг (по мужу Кон; 19 ноября 1857, Николаев, Херсонская губерния, Российская империя — 1942, Москва, СССР) — деятель российского революционного движения, народница, член партии «Народная воля».

## Биография
Родилась в еврейской купеческой семье.
В 1875—1877 годах вместе с кузиной Фани Морейнис тайком от родителей занималась самообразованием под руководством сестер Ф. Н. и В. Н. Левандовских (намереваясь подготовиться к экзамену за курс гимназии).
В 1876 году познакомилась через сестер Левандовских с Савелием Златопольским и Соломоном Виттенбергом, а через последних — с деятелями южных революционных кружков. В это же время Морейнис три месяца училась сапожному ремеслу в мастерской Изр-Гобета в Николаеве.
В январе 1878 года уехала с Морейнис в Одессу, где познакомилась с Иваном Мартыновичем Ковальским и организованным им революционным кружком; поступила в сапожную мастерскую, но вскоре была уволена, так как в разговорах с рабочими толковала о свободе и давала им читать «подозрительные» книги; опасаясь преследований, перешла на нелегальное положение.
24 июля 1878 года, в день объявления смертного приговора Ковальскому, участвовала в демонстрации.
В 1878—1879 годах вела пропаганду среди рабочих, распространяя нелегальную литературу. В 1880 году примкнула к «Народной Воле». С апреля 1882 года принимала участие в динамитной мастерской «Народной Воли», организованной Михаилом Грачевским на Васильевском острове в Санкт-Петербурге в квартире Прибылевых.
Арестована 5 июня 1882 года. 28 марта — 5 апреля 1883 года судилась Особым присутствием Правительствующего Сената на процессе семнадцати народовольцев, приговорена к ссылке на 15 лет.
В 1892 году вышла замуж за польского революционера Феликса Яковлевича Кона.
В 1904 году вернулась в Европейскую Россию. В 1906 году эмигрировала за границу, но после Февральской революции вернулась в Россию.
Член Общества бывших политкаторжан и ссыльнопоселенцев.
Умерла в 1942 году в Москве.

## Муж и дети
- Феликс Яковлевич Кон
  - Елена (в замужестве Усиевич; 1893—1968) — советский литературный критик, заместитель директора Института литературы и искусства Коммунистической академии.
  - Лидия (1894 - 1994) - издатель детской литературы.
  - Александр (1897—1941) — советский экономист, доктор экономических наук, профессор (1935), специалист по экономической теории К. Маркса, политической экономии и теории советского хозяйства. Погиб на фронте при обороне Москвы.